# Anton Babikov
Pour les articles homonymes, voir Babikov.
Anton Igorevitch Babikov (en russe : Антон Игоревич Бабиков), né le 2 août 1991 à Oufa, est un biathlète russe. Champion du monde du relais masculin à Hochfilzen en 2017, il gagne également deux épreuves de Coupe du monde au cours de sa carrière, l'une en 2016 sur la poursuite à Östersund, et l'autre sur l'individuel à Antholz-Anterselva en 2022.

## Carrière
Anton Babikov monte sur son premier podium international sénior lors des Championnats d'Europe 2014, où il gagne la médaille de bronze de la poursuite.
Il fait ses débuts en Coupe du monde à Ruhpolding en janvier 2015.
En décembre 2015, il marque ses premiers points en Coupe du monde en se classant dix-huitième de l'individuel d'Östersund.
Plus tard dans la saison, il signe son premier top 10 en terminant 7e de la poursuite d'Antholz-Anterselva.
Il remporte sa première victoire en Coupe du monde, en s'adjugeant la poursuite d'Östersund, le 4 décembre 2016, puis finit troisième de la mass start de Nove Mesto. Il devient ensuite champion du monde de relais à Hochfilzen en compagnie d'Alexey Volkov, de Maxim Tsvetkov et d'Anton Shipulin.
Il est l'un des seuls biathlètes russes autorisés à participer aux Jeux olympiques d'hiver de 2018. Il se classe 57e du sprint, 40e de la poursuite, 16e de l'individuel et 9e du relais mixte.
En conflit avec certains cadres techniques de l'équipe russe, Babikov est écarté de la coupe du monde 2018-2019. Il est donc contraint de consacrer sa saison 2018-2019 à l'IBU Cup, dont il parvient à remporter le classement général. Les deux saisons suivantes sont décevantes au niveau des résultats, mais il revient en forme à l'aube de la saison 2021-2022. Il doit pourtant débuter à nouveau la saison en IBU Cup, où il réalise de très bonnes performances, signant notamment deux victoires à Sjusjøen en Norvège. Fort de ces résultats, il intègre au début du mois de janvier la sélection russe à l'échelon supérieur. Lors de l'étape d'Oberhof en Allemagne, il termine à la 6e place du sprint, puis s'impose sur le relais mixte simple en compagnie de sa compatriote Kristina Reztsova. Défaillant sur le sprint de Ruhpolding, il revient plus fort la semaine suivante à Antholz-Anterselva où il s'impose dans l'individuel le 20 janvier 2022, en étant le seul parmi les 103 concurrents à réaliser un 20 sur 20 au tir, décrochant ainsi la deuxième victoire de sa carrière en Coupe du monde.

## Palmarès

### Jeux olympiques
| Édition / Épreuve | Individuel | Sprint | Poursuite | Mass start | Relais | Relais mixte |
| ----------------- | ---------- | ------ | --------- | ---------- | ------ | ------------ |
| Pyeongchang 2018  | 16e        | 57e    | 40e       | —          |        | 9e           |

Légende :
- — : non disputée par Babikov

### Championnats du monde
| Édition / Épreuve | Individuel | Sprint | Poursuite | Mass start | Relais               | Relais mixte | Relais mixte simple              |
| ----------------- | ---------- | ------ | --------- | ---------- | -------------------- | ------------ | -------------------------------- |
| Holmenkollen 2016 | —          | 23e    | 21e       | 16e        | 6e                   | —            | Épreuve inexistante à cette date |
| Hochfilzen 2017   | —          | 49e    | 39e       | —          | Médaille d'or, monde | —            | Épreuve inexistante à cette date |
| Pokljuka 2021     | —          | 53e    | 56e       | —          | —                    | —            | —                                |

Légende :
- : première place, médaille d'or
- : deuxième place, médaille d'argent
- : troisième place, médaille de bronze
- — : non disputée par Babikov

### Coupe du monde
- Meilleur classement général : 24e en 2017.
- 12 podiums :
  - 3 podiums individuels : 2 victoires et 1 troisième place.
  - 8 podiums en relais : 1 victoire, 3 deuxièmes places et 4 troisièmes places.
  - 1 podium en relais mixte simple : 1 victoire

 Dernière mise à jour le 23 janvier 2022 

#### Classements en Coupe du monde
| Saison    | Individuel | Individuel | Sprint | Sprint   | Poursuite | Poursuite | Mass start | Mass start | Général | Général  |
| Saison    | Points     | Position   | Points | Position | Points    | Position  | Points     | Position   | Points  | Position |
| --------- | ---------- | ---------- | ------ | -------- | --------- | --------- | ---------- | ---------- | ------- | -------- |
| 2015-2016 | 23         | 40e        | 28     | 61e      | 56        | 42e       | 25         | 39e        | 132     | 48e      |
| 2016-2017 | 2          | 62e        | 100    | 33e      | 157       | 22e       | 140        | 9e         | 399     | 24e      |
| 2017-2018 | 40         | 17e        | 107    | 22e      | 92        | 25e       | 84         | 22e        | 323     | 25e      |
| 2018-2019 |            |            | -      | nc       |           |           |            |            | -       | nc       |
| 2019-2020 | 27         | 35e        | -      | nc       |           |           |            |            | 27      | 71e      |
| 2020-2021 | -          | nc         | 7      | 78e      | 14        | 62e       |            |            | 21      | 76e      |
| 2021-2022 | 60         | 7e         | 38     | 58e      | 31        | 47e       | 31         | 30e        | 160     | 35e      |

#### Victoire
| Saison / Épreuve | Sprint | Poursuite | Individuel         | Mass start | Total |
| 2016-2017        |        | Östersund |                    |            | 1     |
| 2021-2022        |        |           | Antholz-Anterselva |            | 1     |
| Total            | 0      | 1         | 1                  | 0          | 2     |

### Championnats d'Europe
| Édition / Épreuve | Individuel                       | Sprint                     | Poursuite                  | Mass start                       | Relais                           | Relais mixte                     | Relais mixte simple              |
| ----------------- | -------------------------------- | -------------------------- | -------------------------- | -------------------------------- | -------------------------------- | -------------------------------- | -------------------------------- |
| Nové Město 2014   | —                                | 13e                        | Médaille de bronze, Europe | Épreuve inexistante à cette date | 4e                               | Épreuve inexistante à cette date | Épreuve inexistante à cette date |
| Otepää 2015       | 8e                               | 14e                        | Médaille de bronze, Europe | Épreuve inexistante à cette date | DSQ                              | Épreuve inexistante à cette date | Épreuve inexistante à cette date |
| Tioumen 2016      | Épreuve inexistante à cette date | Médaille de bronze, Europe | Médaille d'or, Europe      | 4e                               | Épreuve inexistante à cette date | —                                | Médaille d'or, Europe            |
| Minsk 2019        | 43e                              | 16e                        | 21e                        | Épreuve inexistante à cette date | Épreuve inexistante à cette date | —                                | —                                |
| Arber 2022        | Médaille d'argent, Europe        | —                          | —                          | Épreuve inexistante à cette date | Épreuve inexistante à cette date | —                                | Médaille d'or, Europe            |

Légende :
- : première place, médaille d'or
- : deuxième place, médaille d'argent
- : troisième place, médaille de bronze
- — : non disputée par Babikov
- : pas d'épreuve
- DSQ : disqualification

### IBU Cup
- Vainqueur du classement général en 2019.
- 25 podiums :
  - 19 podiums individuels : 8 victoires, 6 deuxièmes places et 5 troisièmes places.
  - 6 podiums en relais : 5 victoires et 1 deuxième place.

### Biathlon d'été
- Champion du monde junior de relais mixte en 2012.